# Гальмо
Гальмо́ (від давн.в-нім. *hamal — «путо для тварини, яке прив'язує передню ногу до голови») — пристрій для сповільнення руху або зупинки.

## Історія

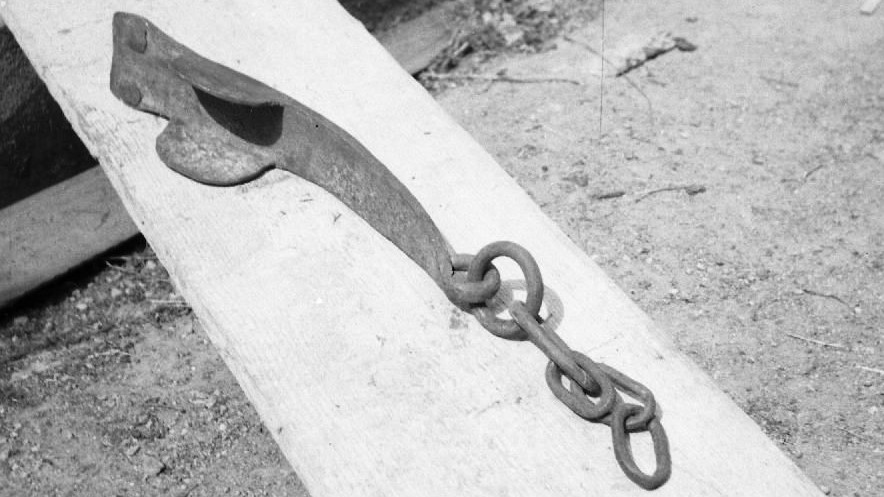
Гальмовий «підкладень» воза

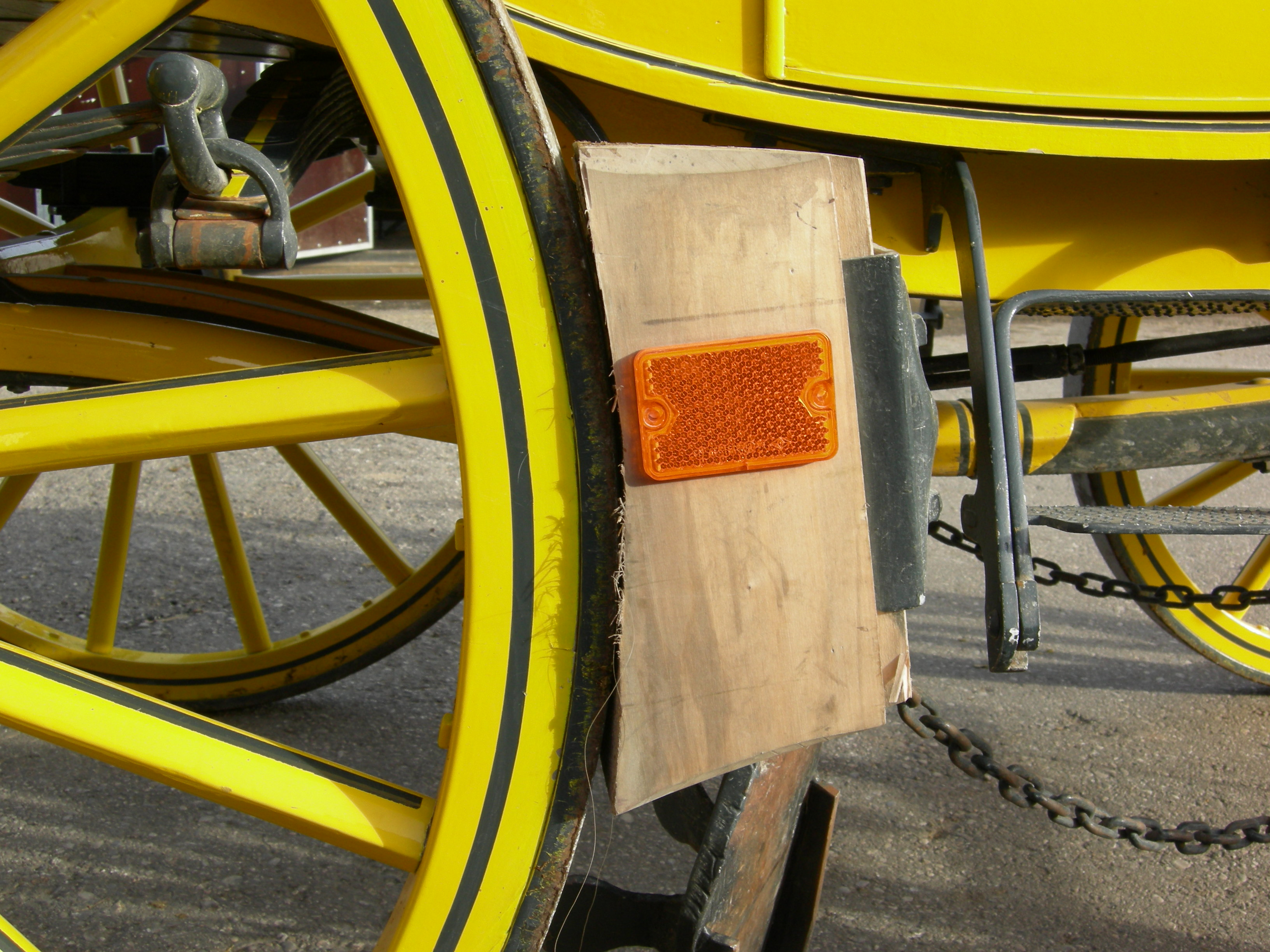
Дерев'яна гальмова колодка на кареті

Гальма з'явилися задовго до появи автомобілів. На возах використовувалися пристрої для зупинки при їзді під гору, що мали вигляд металевого башмака, пластини із загнутими вверх краями, який прив'язувався до кінця довгого мотузка. Коли треба було загальмувати, башмак надівали на обід заднього колеса; повертаючись, колесо притискувало його до землі і зупиняло своє обертання.
Гальма з дерев'яними колодками й ручним приводом застосовувалися на каретах.
На вітряках гальмо призначалося для зупинки крилового вала. Воно складалося з кількох вигнутих брусків, з'єднаних металевими шарнірами, що оточували колесо вала («гальмове колесо»), утворюючи своєрідний хомут. Один кінець «хомута» був прикріплений нерухомо до балки, другий з'єднувався через металеву тягу з брусом-противагою. Брус за рахунок власної ваги притискував колодки до колеса. Щоб звільнити колесо, брус підіймали мотузкою через систему важелів, блоків і коловорота з двома барабанами. Якщо було потрібно зупинити колесо, мотузку ослабляли, за потреби кінець бруса додатково обтяжували.
Для затримання гірських повозок і візків з рудою на рудниках використовувалося ручне клинове гальмо. Його горизонтальний важіль при натискуванні донизу підіймав другим кінцем трапецієподібну колодку-клин і притискував її до обода колеса.

## У техніці
Гальмами можуть обладуватися як машини та механізми, так і їх рухомі частини.
Ними оснащені всі транспортні засоби, у тому числі поїзди, автобуси, автомобілі усіх типів та причепи до них, мотоцикли, велосипеди тощо. Гальма також застосовують у багажних, продуктових, дитячих та інвалідних візках та інших транспортних засобах і механізмах.
Гальмами безпеки обладнують ліфти, які призначені зупинити кабіну ліфта у разі обриву тросів. «Шахтні парашути» забезпечують безпечне плавне гальмування кліті у момент обриву підіймального каната.
Літаки, окрім того, що обладнані гальмами для коліс на шасі, також мають аеродинамічні пристрої, що застосовуються для зменшення їх швидкості у польоті та, навіть і спеціальні парашути для скорочення посадкового шляху.
Для зниження швидкості руху космічних апаратів застосовують гальмівні реверсні двигуни. У літаках застосовують реверс вектора тяги для зниження швидкості та для зменшення гальмівного шляху у процесі гальмування під час посадки. Реверсивне гальмування застосовують у машинах і механізмах із електроприводом, на колісних транспортних засобах на електротязі, а також на річкових і морських суднах.
Для зменшення віддачі під час стрільби та її негативних наслідків застосовують пристрої, які називають ствольним гальмом, гальмом віддачі, противідкотним пристроєм тощо.

### У транспортних засобах
У галузі дорожніх та позадорожніх транспортних засобів під терміном гальмо найчастіше розуміють гальмівний механізм — пристрій, призначений для зниження швидкості, обмеження її на спусках, чи для повної зупинки та утримування у нерухомому стані автомобіля або іншого транспортного засобу.

### У випробувальному обладнанні та у пристроях, що створюють навантаження
- Обладнання, яке застосовується для проведення випробувань транспортних засобів, їх двигунів тощо обладнують гальмами різного типу, які являють собою пристрої, призначені для створення навантажень на ведучих колесах чи інших рушіях механічних транспортних засобів або на приводних валах двигунів, силових установок тощо, відбираючи чи поглинаючи енергію, яка розсіюється елементами гальма або акумулюється для подальшого її використання.
- У обладнанні, призначеному для тренувань чи для реабілітації пацієнтів, встановлюють різного типу гальма, призначенням яких є створення дозованого гальмівного момента шляхом часткового загальмування їх рухомих частин для створення опору руху, і таким чином, для створення необхідного фізичного навантаження.

### У підіймально-транспортному обладнанні
У галузі підіймально-транспортного обладнання та машин і механізмів іншого призначення, які можуть пересуватися, чи мають рухомі частини, під терміном гальмо розуміють пристрої, призначені для зниження або обмеження швидкості їх пересування чи повної зупинки і утримування у нерухомому стані як безпосередньо підіймально-транспортного обладнання, так і вивішених вантажів, чи взаємного переміщення їх вузлів і деталей.

### Типи гальм
В залежності від типу механізму, який поглинає чи перетворює кінетичну енергію рухомих машин, механізмів або їх складових частин, розрізняють наступні види гальм:
- механічні (фрикційні);
- гідравлічні (не плутати із гальмами з гідроприводом);
- пневматичні (компресорного типу — не плутати із гальмами з пневмоприводом);
- аеродинамічні;
- електромагнітні (не плутати із гальмами з електроприводом).

#### Механічні гальма
Механічне гальмо поглинає та розсіює кінетичну енергію в результаті взаємного тертя рухомих і нерухомих частин машин та механізмів чи їх деталей.
- Кулькове гальмо
- Ободове гальмо
- Шинне гальмо
- Барабанне гальмо
- Дискове гальмо
- Стрічкове гальмо
- Залізничне гальмо
- Рейкове гальмо — вид механічного гальмівного пристрою, призначений для зупинки і утримування у нерухомому стані рейкових транспортних засобів.
- Зупинювач — вид механічного гальмівного пристрою, призначений для зупинки і утримування вантажу на у підвішеному стані.

Можуть зустрічатися механічні гальма із можливістю рекуперативного гальмування, відбираючи енергію на розкручування маховика у режимі гальмування, та віддаючи її для розгону із застосуванням спеціальних трансмісій та/або варіаторів швидкості.

#### Гідравлічні гальма
Гідравлічне гальмо поглинає, розсіює чи акумулює кінетичну енергію в результаті перемішування, рециркуляції або стиснення рідини.
Як гідравлічні гальма застосовуються рідинні:
- Ретардери.
- Інтардери.
- Гідротрансформатори (у режимі гальмування).

#### Пневматичні гальма
Пневматичне гальмо поглинає, розсіює чи акумулює кінетичну енергію в результаті стиснення повітря або його сумішей.
Як пневматичні гальма застосовуються:
- Поршневі двигуни, які переводять у режим роботи із мінімальними обертами, штучно створюючи протитиск на вихлопі.
- Поршневі двигуни, які штучно переводять із режиму роботи «двигуна» у режим «нагнітання», штучно створюючи і регулюючи протитиск.
- Аналоги компресорів чи компресори, які працюють із штучно створюваним регульованим протитиском та/або із пневмоакумуляторами.

(Див. також електропневматичні гальма).

#### Аеродинамічні гальма
Аеродинамічне гальмо створює аеродинамічний опір руху транспортного засобу у повітряному чи у газовому середовищі.
Як аеродинамічні гальма застосовуються:
- Аеродинамічні гальма.
- Інтерцептори, закрилки, передкрилки, спойлери, та інші засоби керування літаком, які можуть збільшити його аеродинамічний опір.
- Гальмівні парашути.

#### Електромагнітні гальма
Електромагнітне гальмо поглинає, розсіює чи акумулює потенціальну та кінетичну енергію машин та механізмів в результаті взаємодії електромагнітних полів рухомих і нерухомих частин машин і механізмів.
- Електродвигун-генератор із:
  - реостатним гальмуванням (розсіюванням енергії та перетворенням її в теплову);
  - реверсивним гальмуванням (гальмуванням протиструмом);
  - поєднанням реостатно-реверсивного гальмування;
  - рекуперативним гальмуванням (із поверненням електроенергії в мережу чи її накопиченням в акумуляторах).
- Ретардер (із розсіюванням енергії за рахунок вихрових струмів у дисках, рейках чи у інших деталях машин і механізмів).
- Інтардер.
- Магнітне рейкове гальмо

## Інші значення
- У техніці — застосований у множині, термін може означати гальмівну систему або сукупність гальмівних систем транспортних засобів, машин, механізмів чи інших технічних пристроїв.
- У розмовній мові — людина з уповільненим мисленням, розумінням чи з уповільненими реакціями (зазвичай, невластиве для української мови і є більш поширеним серед російськомовних громад як вислів «тормоз»). Колись слово «гальмо» вживалося і в значенні «ґандж» («А нічого собі шкапина, — без гальма, ні за що зганить»)[6].
- У теоретичній фізиці — речовини та/або спеціальні пристрої, які зменшують швидкість та/або диференційовано змінюють напрямок поширення електромагнітних та інших видів випромінювань, потоків заряджених часток тощо.
- У ядерній фізиці — речовини, сполуки та/або спеціальні пристрої, які зменшують швидкість ланцюгової реакції.
- У хімії — речовини та/або сполуки (інгібітори), які зменшують швидкість протікання хімічних реакції.

## Вживання термінів «гальмовий» та «гальмівний» в українській мові
У нормативних документах, технічній літературі та в численних публікаціях трапляються випадки неправильного вживання термінів «гальмовий», «гальмова», та «гальмівний», «гальмівна».
Терміни «гальмовий», «гальмова» вживаються у випадках, якщо вони стосуються безпосередньо гальма (безпосередньо гальмівного механізму) — «гальмовий барабан», «гальмова колодка», «гальмова накладка», «гальмові скоби», «гальмовий пі́дкладень» тощо. Англійські відповідники — «brake drum», «brake shoe» тощо.
Якщо термін стосується систем, їх окремих складових (окрім безпосередньо гальма) або характеристик, тоді застосовуються терміни «гальмівний», «гальмівна» — «гальмівний механізм (гальмо)» , «гальмівні сили», «гальмівна діаграма», «гальмівна система» тощо. Англійські відповідники — «braking system (brake)», «braking forces», «braking diagram» тощо. Неправильне вживання цих термінів зустрічається і в англомовній літературі. 
Для довідки рекомендується користуватись ДСТУ 2886-94, ДСТУ 2916-94, міжнародним стандартом ISO 116 або національними стандартами конкретних країн, англомовними чи франкомовними версіями Правил UN/ECE R 13, UN/ECE R 13H (в Україні введені в дію попередні версії цих Правил як державні стандарти ДСТУ UN/ECE R13 та ДСТУ UN/ECE R13H), а також, державним стандартом України ДСТУ 3649:2010.
Нижче наведено деякі з термінів, які стандартизовано в цих нормативних документах:
| English                    | Français                                  | Українська                             |
| -------------------------- | ----------------------------------------- | -------------------------------------- |
| brake                      | le frein                                  | гальмо (гальмівний механізм)           |
| : brake control            | : la commande de frein                    | : орган керування гальмом              |
| : brake cylinder           | : le cylindre de frein                    | : гальмовий циліндр                    |
| : brake disk               | : le disque de frein                      | : гальмовий диск                       |
| : brake drum               | : le tambour de frein                     | : гальмовий барабан                    |
| : parking brake control    | : la commande de frein de stationnement   | : орган керування стоянковим гальмом   |
| braking                    | le freinage                               | гальмівний, гальмування                |
| : braking force            | : la force de freinage                    | : гальмівна сила                       |
| : braking system           | : le système de freinage                  | : гальмівна система                    |
| : parking braking system   | : le système de freinage de stationnement | : стоянкова гальмівна система          |
| : secondary braking system | : le système de freinage de secours       | : аварійна (запасна) гальмівна система |
| : service braking system   | : le système de freinage de service       | : робоча гальмівна система             |

На відміну від міжнародних стандартів, у стандартах і у публікаціях країн Північної Америки, у всіх випадках застосовують терміни «brake» — «brake drum», «brake shoe», і «brake system», «brake forces», «brake diagram» тощо.